# St. Bonifatius (Aschfeld)

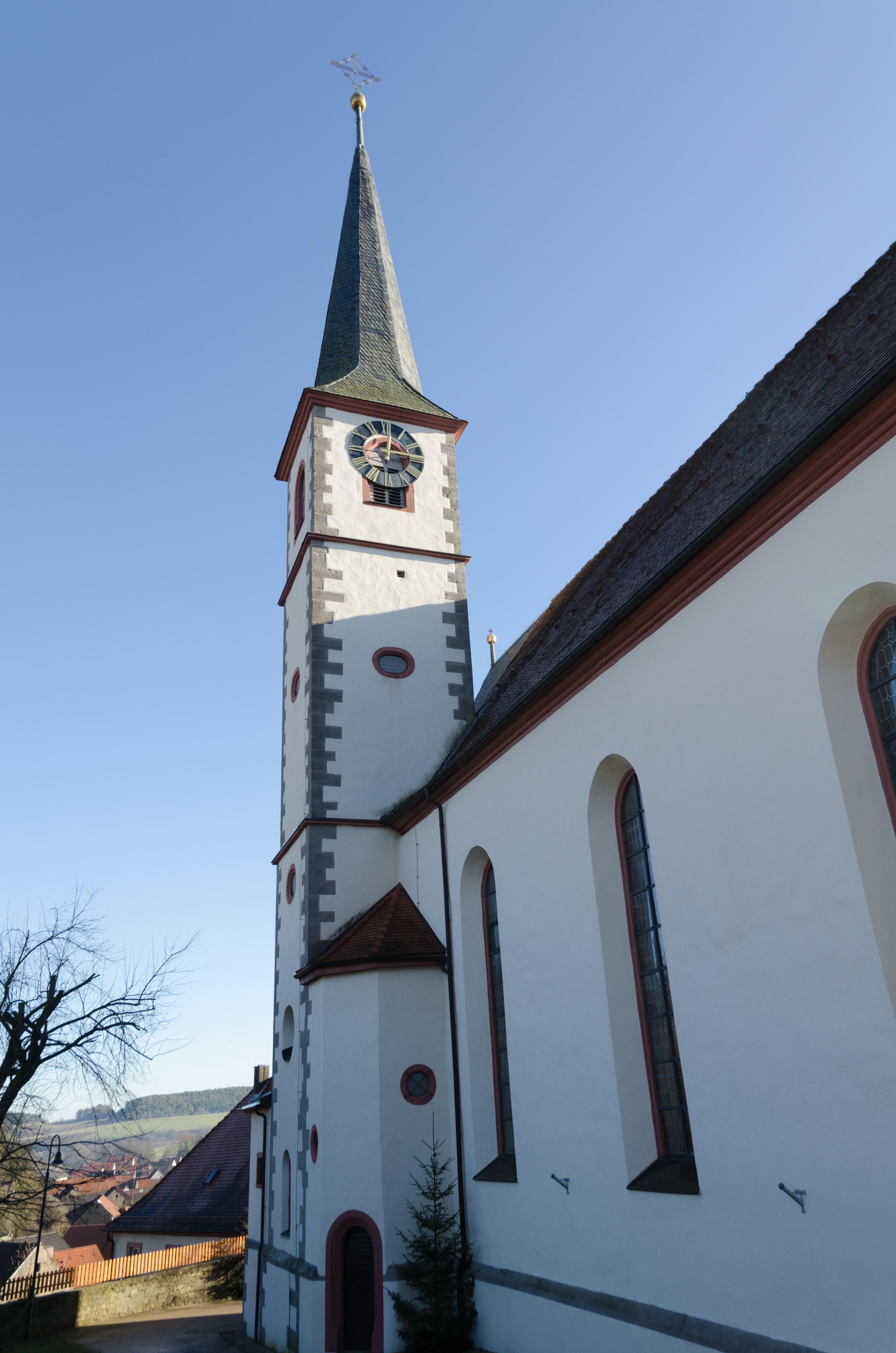
Die Kirche in Aschfeld

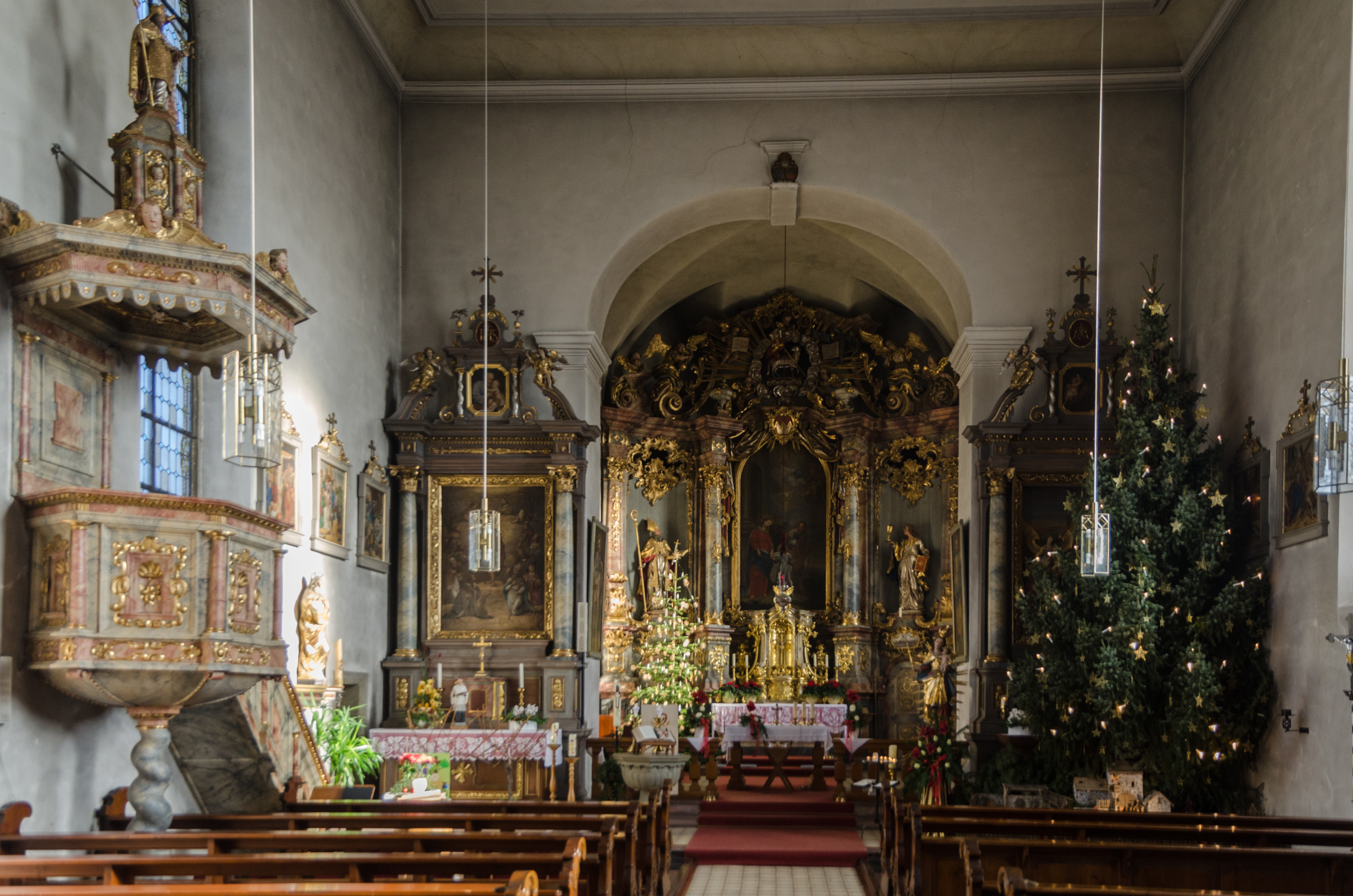
Innenraum der Kirche

Die römisch-katholische Pfarrkirche St. Bonifatius ist die Dorfkirche von Aschfeld, einem Ortsteil von Eußenheim im unterfränkischen Landkreis Main-Spessart. Sie gehört zu den Baudenkmälern von Eußenheim und ist zusammen mit der ehemaligen Kirchhofbefestigung unter der Nummer D-6-77-127-48 in der Bayerischen Denkmalliste eingetragen. Die Pfarrei Aschfeld ist Teil der Pfarreiengemeinschaft Bachgrund.

## Geschichte
Am heutigen Standort in der Kirchenburg, die im 16. Jahrhundert entstand, befand sich bereits früher eine Kirche. Sie war dem heiligen Martin geweiht. Die Kirche St. Bonifatius wurde von 1679 bis 1681 erbaut. Im Jahr 1999 fand eine Renovierung der Kirche statt.

## Beschreibung
Der gewölbte Chor der Kirche befindet sich im Osten. Das Langhaus ist flachgedeckt. Der schlanke Julius-Echter-Turm steht an der Nordseite. Der Hochaltar, der um 1740 im Stil des Rokoko geschaffen wurde, besitzt ein Altarbild der Heiligen Familie von Oswald Onghers und Figuren der Heiligen Johannes und Bonifatius. Die beiden Seitenaltäre, auch sie mit Altarbildern, dürften ebenfalls in der Zeit des Rokoko entstanden sein. Die Kanzel wird wie eine Figur der Muttergottes auf der rechten Seite dem Barock zugeschrieben. Der Taufstein mit der Jahreszahl 1591 wurde aus der alten Kirche übernommen. Die Orgel auf der westlichen Empore ist das Werk des Orgelbauers Balthasar Schlimbach (1846), das mehrfach umgebaut wurde.